# Златопільська сільська рада
| Златопільська сільська рада — колишній орган місцевого самоврядування у Бобринецькому районі Кіровоградської області з адміністративним центром у с. Златопілля. Сільській раді були підпорядковані населені пункти: - с. Златопілля - с. Піщане - с. Полум'яне |

## Склад ради
Рада складалася з 14 депутатів та голови.

### Керівний склад ради
| ПІБ                       | Основні відомості                                                               | Дата обрання | Дата звільнення |
| ------------------------- | ------------------------------------------------------------------------------- | ------------ | --------------- |
| Поліщук Віктор Васильович | Сільський голова, 1967 року народження, освіта, безпартійний                    | 26.03.2006   | 31.10.2010      |
| Поліщук Віктор Васильович | Сільський голова, 1967 року народження, освіта середня спеціальна, безпартійний | 31.10.2010   |                 |

Примітка: таблиця складена за даними джерела

## Населення
Згідно з переписом УРСР 1989 року чисельність наявного населення сільської ради становила 1027 осіб, з яких 477 чоловіків та 550 жінок.
За переписом населення України 2001 року в сільській раді мешкало 845 осіб.

### Мова
Розподіл населення за рідною мовою за даними перепису 2001 року:
| Мова       | Відсоток |
| ---------- | -------- |
| українська | 95,31 %  |
| російська  | 3,05 %   |
| вірменська | 0,82 %   |
| молдовська | 0,59 %   |
| білоруська | 0,23 %   |